# 閻珍
閻珍，本名輪，字載之，金朝末期、蒙古帝国初期将领，潞州上党县人。父亲閻謹，母亲邢氏，生四子，閻珍是第三子。
閻珍年幼读書，长大后在金朝担任公府掾。金末、蒙古軍侵打華北，金朝将领張開在馬武寨駐军，張開派遣李松守卫閻珍所居的潞州。1222年（壬午）三月，依附蒙古、据守東平的大軍閥東平行台严实，攻打潞州。張開因害怕而逃走。当地父老推戴閻珍主州事，于是以城归降严实。严实授任閻珍为宣武将軍、潞州招撫使。
有人向严实诬告閻珍多聚敛部民金钱私贮。严实调查閻珍，发现閻珍账目明晰，收支有朱墨可寻。严实加閻珍为怀远大将軍、元帅左监军，兼同知昭义军节度使事。之後，又推荐他为輔国上将軍、左副元帥、昭義軍節度使，佩金虎符，命他率壮士数千守潞州。
一度归降蒙古的武仙再次归順金朝，在馬武寨擒获閻珍，有人多方营救，没有杀他，将他迁到河南。河南被蒙古攻破，閻珍再归严实，浮沈酒間者十年，五十七岁去世。